# Suez (guvernement)

Guvernementets flagga

Lägeskarta

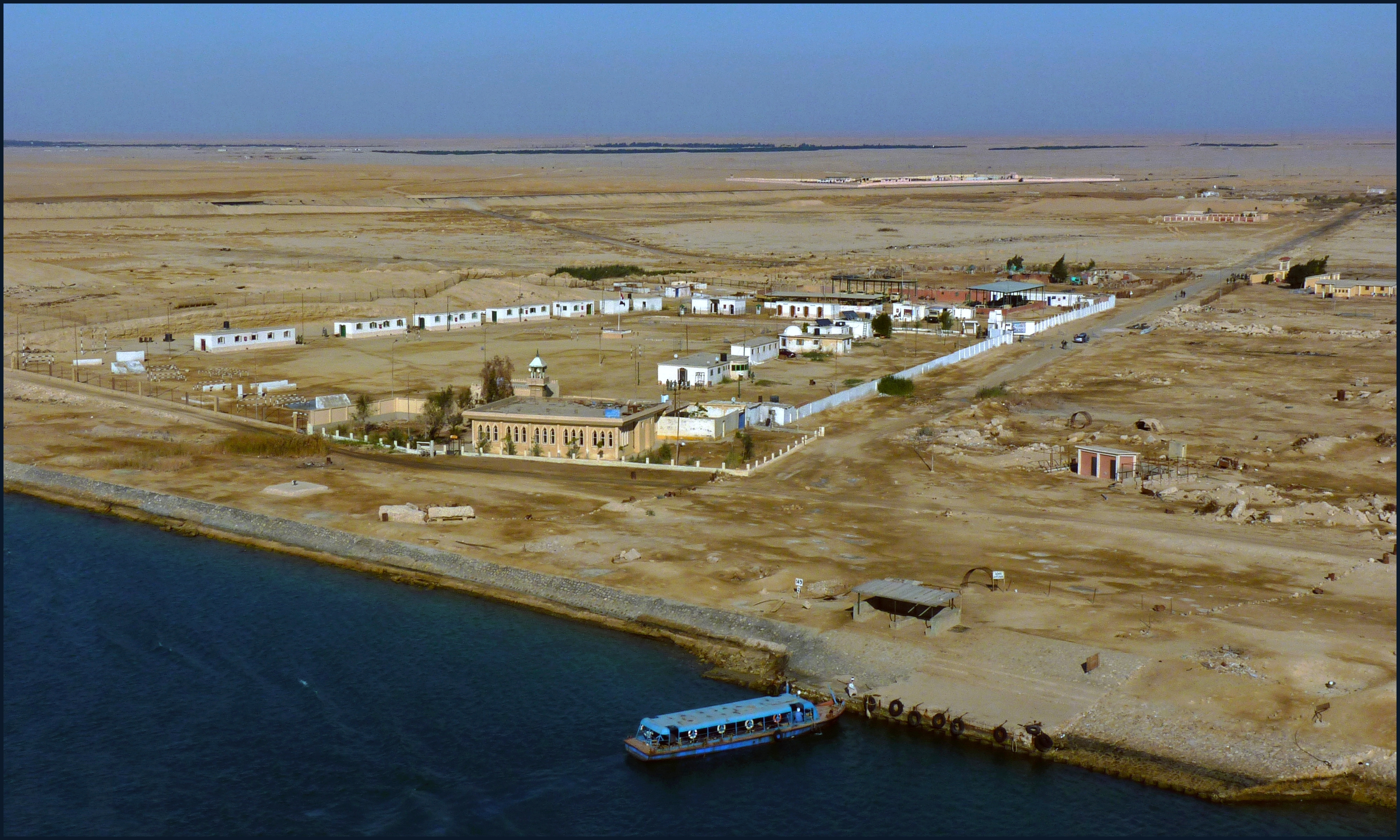
Suezkanalens östra sida

Guvernementet Suez (arabiska: محافظة السويس, Muhafazat as-Suways) är ett av Egyptens 27 muhāfazāt (guvernement). Guvernementet ligger vid Suezviken i landets nordöstra del.

## Geografi
Guvernementet har en yta på cirka 17 840 km² med cirka 500 000 invånare. Befolkningstätheten är 29 invånare/km².
Suezkanalens södra ände ligger vid Port Tawfik sydöst om staden Suez.

## Förvaltning
Guvernementets ISO 3166-2-kod är EG-SUZ och huvudort är Suez. Guvernementet är ytterligare underdelat i fem kism (distrikt) och ett särskilt förvaltningsområde (Police administrated area).